# Premio Beniamino Gigli
Il Premio Beniamino Gigli è un premio musicale finlandese, assegnato ad artisti che compiono ricerca e studi musicali su Beniamino Gigli in maniera meritevole. Il Club finlandese Beniamino Gigli, affiliato all'Opera Nazionale Finlandese, ha istituito il premio nel 1993 e il vincitore viene scelto dal consiglio direttivo della società. Il premio è stato disegnato dall'azienda marchigiana Roberta Arti Grafiche e raffigura Beniamino Gigli e alcuni scorci di Recanati.
L'assegnazione del premio vuole onorare l'arte operistica del grande tenore italiano, cantando, recitando o in altro modo, per mantenerne viva la memoria; l'assegnazione avviene di solito in concomitanza con un concerto in memoria dello stesso Beniamino Gigli.

## Vincitori
| Anno | Vincitore                                        | Categoria           |
| ---- | ------------------------------------------------ | ------------------- |
| 1993 | Raimo Sirkiä                                     | Tenore              |
| 1994 | Peter Lindroos                                   | Tenore              |
| 1995 | Raili Viljakainen                                | Soprano             |
| 1996 | Pietro Ballo                                     | Tenore              |
| 1997 | Riitta-Liisa Kyykkä                              | Pianista            |
| 1998 | Roberto Bencivenga                               | Tenore              |
| 1999 | Rossella Redoglia                                | Soprano             |
| 2000 | Fabio Armiliato                                  | Tenore              |
| 2001 | Stefano Secco                                    | Tenore              |
| 2002 | Hannu Jurmu                                      | Tenore              |
| 2003 | Salvatore Fisichella                             | Tenore              |
| 2004 | Gabriella Colecchia                              | Mezzosoprano        |
| 2005 | Giorgio Casciarri                                | Tenore              |
| 2006 | Simona Baldolini                                 | Soprano             |
| 2007 | Francisco Casanova                               | Tenore              |
| 2008 | Andrea Cesare Coronella (anche come Cesare Dina) | Tenore              |
| 2010 | Maurizio Graziani                                | Tenore              |
| 2011 | Roberto De Biasio                                | Tenore              |
| 2012 | Domenico Menini                                  | Tenore              |
| 2013 | Ivanna Speranza                                  | Soprano             |
| 2014 | Andrea Carè                                      | Tenore              |
| 2015 | Mika Kares                                       | Basso               |
| 2015 | Liisa Pimiä                                      | Pianista            |
| 2016 | Mario Leonardi                                   | Tenore              |
| 2016 | Torsten Brander                                  | Influencer musicale |
| 2017 | Camilla Nylund                                   | Soprano             |
| 2018 | Gilda Fiume                                      | Soprano             |